# Thuyết tiến hóa tổng hợp

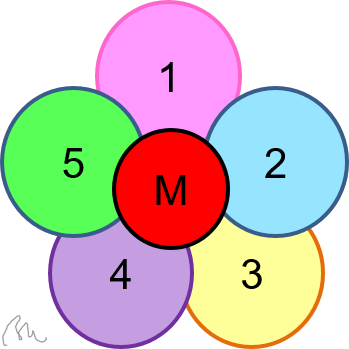
Thuyết tiến hóa tổng hợp (M) dựa vào thành tựu chủ yếu của: 1 = Di truyền học quần thể (population genetics), 2 = Di truyền Mendel (Mendelian genetics), 3 = Chọn lọc tự nhiên (natural selection), 4 = Sinh học tế bào (cell biology), 5 = Cổ sinh vật học (palaeontology).

Thuyết tiến hoá tổng hợp là học thuyết tiến hoá hiện đại, tổng hợp các thành tựu khoa học của học thuyết Darwin, di truyền học Mendel và nhất là di truyền học quần thể cùng một số môn khoa học khác liên quan, do nhiều nhà khoa học trên thế giới cùng xây dựng. Thuật ngữ này trong tiếng Anh là "Modern Synthesis 20th century" (tổng hợp hiện đại thế kỉ XX), đã được dịch ra tiếng Việt là thuyết tiến hoá tổng hợp hiện đại, hoặc ngắn gọn hơn là thuyết tiến hoá tổng hợp, trong tiếng Anh gọi là evolutionary synthesis, viết tắt là ES.
Đây là một lý thuyết khoa học có tính chất tổng hợp các lý luận khoa học về quá trình tiến hóa của sinh vật, hình thành vào những năm 1930 và 1940 với sự đóng góp chủ yếu của Julian Huxley, G. Ledyard Stebbins, Theodosius Dobzhansky, John Burdon Sanderson Haldane, Sewall Wright, G. Ledyard Stebbins và Ernst Mayr.,  Ngoài ra còn có những đóng góp khác từ những ý tưởng từ thế kỷ trước của William Bateson, Udny Yule (từ năm 1902), sau đó là của Ronald Fisher (từ năm 1918) và của E. B. Ford, Bernhard Rensch, Ivan Schmalhausen và George Gaylord Simpson.

## Từ nguyên
Thuật ngữ này đã được viết đầy đủ hơn trong tiếng Anh là "Evolutionary modern synthesis Theory" (lý thuyết tổng hợp hiện đại về tiến hóa), nhưng thực ra là bắt nguồn từ thuật ngữ The Modern Synthesis (tổng hợp hiện đại) mà Julian Huxley đề xuất trong tác phẩm nổi tiếng của ông xuất bản lần đầu vào năm 1942 với tựa đề cùng tên về tiến hoá.
ES (thuyết tiến hóa tổng hợp) không chỉ kết hợp và dung hoà các kiến thức tinh tuý về chọn lọc tự nhiên của Charles Darwin với di truyền học Mendel, mà còn tổng hợp thêm các thành tựu hiện đại trong di truyền học quần thể, phân loại học, cổ sinh học đương thời nhằm giải thích quá trình tiến hóa của sinh giới dựa trên các thay đổi về di truyền trong quần thể dẫn đến sự hình thành loài mới (tiến hoá nhỏ) và các nhóm phân loại lớn hơn (tiến hoá lớn).,  Ngay từ khi ra đời, ES đã được hầu hết các nhà khoa học chấp nhận. Sự ra đời của ES đã chấm dứt thời kỳ mơ hồ trong sinh học tiến hoá mà chỉ riêng học thuyết Darwin hoặc học thuyết Mendel không thể giải thích được do hạn chế của khoa học thế kỷ 19 (khi đó khoa học chưa biết tới gen). Sau khi xuất hiện, ES còn được gọi với tên là học thuyết Darwin mới (Neo-Darwinian Theory), nay vẫn đôi khi dùng.
Tuy nhiên gần đây, các lý thuyết tổng hợp khác nhau về quá trình tiến hoá đã phát triển trên nhiều lĩnh vực khác dẫn đến sự thay đổi đến mức có thể làm cho ES sẽ được gọi bằng cái tên hậu hiện đại do các thành tựu của E. O. Wilson (năm 1975) và thuyết tiến hoá tổng hợp mở rộng của Massimo Pigliucci (năm 2007), mà theo nhà sinh học tiến hóa Eugene Koonin (năm 2009) thì sẽ có những thay đổi mang tính cách mạng nhờ các thành tựu trong sinh học phân tử về tiến hoá phân tử và khám phá mới về bộ gen của các loài.

## Lịch sử các thuyết tiến hóa khac

### Thời cổ đại
- Platon (427 - 347 TCN) được xem là người đưa ra quan niệm Thần tạo luận (creationism), theo đó, mọi sinh vật (kể cả loài người) đều do nhân tố siêu hình là "tạo hóa" sinh ra, nói cách khác là Thần hay Thánh, Trời hay Đức chúa sinh ra.[11][12] Từ khi sinh ra, các sinh vật không thay đổi (tức là sinh vật bất biến).
- Aristôt (384 - 322 TCN) bổ sung thêm rằng: các sinh vật được tạo ra đều luôn hướng tới "hình thức lý tưởng" để thực hiện "mục đích cuối cùng" là xu hướng ngày càng hoàn thiện.[12][13] Do đó, người ta gọi quan niệm này là Mục đích luận (teleology).

### Thời phục hưng
- Lý thuyết tiền tạo thành cũng gọi là tiên hình luận (preformism) cho rằng mỗi sinh vật trước khi sinh ra đã có đầy đủ mọi bộ phận như bố mẹ nó, do đó có biến đổi thì chỉ là to dần lên mà thôi.
- Tai biến luận cũng gọi là thảm họa luận (catastrophism) do Cuvier nêu ra, cho rằng sinh giới đã tồn tại và biến đổi qua nhiều thảm họa (tai biến), do ông đã phát hiện nhiều di tích động vật cổ xưa mà nay không còn nữa. Theo ông, cứ sau tai biến (nay gọi là thảm họa, thực chất là diệt vong hàng loạt), thì nhiều sinh vật chết, nhưng nhiều sinh vật mới lại sinh ra và tổ chức cơ thể cao hơn.[12][14]

### Thế kỉ XVIII - XIX
- Trong khoảng thời gian này, khoa học đã tích lũy nhiều bằng chứng về giải phẫu so sánh, phôi sinh học và cổ sinh học, nên đã dẫn đến quan điểm sinh vật có biến đổi trong lịch sử của chúng, chứ không phải là bất biến. Từ đó, nảy sinh ra biến hình luận (transformism), mà người đầu tiên nêu ra là George Louis Leclerc (1707 - 1788), thường gọi là bá tước "đờ Buyp-phông" (viết tắt: Buffon) của Pháp. Theo ông, sinh vật chắc chắn có biến đổi. Quan niệm này của ông được nhiều nhà khoa học tự nhiên đương thời chấp nhận.[15]
- Đến cuối thế kỉ XVII, nhà khoa học tự nhiên người Pháp J.B. Lamac được đánh giá là người đầu tiên nêu ra học thuyết tiến hóa có hệ thống trong khoa học tự nhiên, trong tác phẩm Philosophie zoologique (Triết học động vật) xuất bản năm 1809. Trong đó, ông cho rằng sinh giới đã phát triển một cách tự nhiên theo con đường phức tạp hóa và đa dạng hóa dần dần.[1][7][16] Tuy nhiên, ông lại cho rằng các sinh vật đầu tiên và cả các quy luật tiến hóa chi phối quá trình này là do ý Chúa khi sáng tạo ra Thế giới. Do đó, đời sau đã gọi lý thuyết của ông là tự nhiên thần luận (deism).[12][17]
- Đương thời, hầu hết các kiến thức về quá trình tiến hóa của sinh vật đều chịu ảnh hưởng của Lamark - "nhà sáng lập tiến hóa luận" - khi Thế giới vẫn còn chìm đắm trong thần tạo luận (creationism).

### Học thuyết Darwin
Charles Darwin (1809 - 1882) là một nhà trong những nhà Tiến hóa học tiên phong cho các học thuyết Tiến hóa hiện đại. Vào thời trẻ, ông từng tham gia vào chuyến tàu HMS Beagle (1831 - 1836), đây là cơ hội để Darwin có thể quan sát và hình thành nên ý tưởng về tiến hóa (đặc biệt là dựa vào các bằng chứng tiến hóa ở quần đảo Galápagos ngoài khơi Thái Bình Dương) để rồi năm 1859, ông xuất bản tác phẩm On the Origin of Species (Nguồn gốc các loài) trứ danh - làm sụp đổ hoàn toàn thành trì quan điểm của các học giả trước đó về tiến hóa đặc biệt là sự phát sinh loài người. Cốt lõi của thuyết Darwin nằm ở chọn lọc tự nhiên (khái niệm sau này đã được Thuyết Tiến hóa Tổng hợp Hiện đại kế thừa). Để có thể hình dung Darwin đã xây dựng nên hệ thống học thuyết của mình như thế nào, Ernst Mayr đã tóm tắt những quan sát và suy luận của Darwin như sau:

Hành trình của tàu HMS Beagle

- Tất cả các loài sinh vật có xu hướng sinh ra số lượng con nhiều hơn so với số con có thể sống sót để tuổi sinh sản.
- Quần thể sinh vật có xu hướng duy trì kích thước nhất định nếu như môi trường không có biến đổi bất thường.
- Các cá thể cùng bố mẹ mặc dù có những đặc điểm giống cha mẹ hơn cá thể không có họ hàng nhưng chúng vẫn có sự khác biệt so với cha mẹ (biến dị cá thể) và phần lớn các tính trạng này có thể di truyền.

Từ các quan sát ấy, Darwin đã suy ra:
- Cá thể luôn phải đấu tranh sinh tồn với nhau để giành quyền sinh tồn (đấu tranh sinh tồn, struggle for existence) vì nguồn sống là giới hạn vì vậy chỉ có số ít cá thể được sống sót qua mỗi thế hệ (để sinh sản).
- Trong cuộc đấu tranh sinh tồn, những cá thể nào có biến dị giúp chúng thích nghi tốt hơn sẽ có cơ hội sống sót và khả năng sinh sản cao hơn cá thể khác. Mà những cá thể sống sót đó sẽ để lại nhiều con hơn (mang biến dị ấy) cho quần thể. Qua nhiều thế hệ, số lượng cá thể có biến dị thích nghi sẽ tăng dần và số lượng cá thể có biến dị không thích nghi sẽ ngày một giảm. Darwin gọi đây là chọn lọc tự nhiên (Natural selection). Như vậy, chọn lọc tự nhiên là sự phân hóa về khả năng sống sót và sinh sản của các cá thể trong quần thể.
- Ta có thể ví dụ các kết luận của Darwin như sau: giả sử một quần thể hươu ban đầu bao gồm hai loại cá thể là hươu cao cổ (có cổ dài) và hươu cổ ngắn. Cả hai loại hưu trên đều ăn lá cây. Tuy nhiên, vì một số lý do mà những cây thấp hoặc chiều cao trung bình tuyệt chủng trong khi cây cao sống sót cao. Hươu cao cổ sẽ có lợi thế khi nguồn thức ăn dồi dào nên có thể sống sót đến tuổi trưởng thành và sinh ra thế hệ con có nhiều cá thể mang tính trạng "quy định cổ cao". Trong khi hươu cổ ngắn sẽ thiếu thức ăn và khả năng sống sót đến tuổi sinh sản thấp; do vậy ít sinh sản hoặc sinh ra thế hệ con có rất ít cá thể mang tính trạng "quy định cổ thấp". Dần dần, cá thể có tính trạng cổ cao chiếm đa số và cá thể cổ ngắn bị tuyệt chủng. Như vậy, quần thể có sự chọn lọc: cá thể cổ cao có ưu thế hơn so với cá thể cổ thấp mà nguyên nhân xuất phát từ nguồn thức ăn[18].

Để có thể minh họa cho khái niệm "Chọn lọc tự nhiên" của mình, Darwin đã đem so sánh với khái niệm "Chọn lọc nhân tạo" (Artificial selection hay Selective breeding). 
|                     | Chọn lọc tự nhiên | Chọn lọc nhân tạo |
| ------------------- | --- | --- |
| Đối tượng           | Cá thể | Cá thể |
| Tác nhân/ Nguồn gốc | Các yếu tố môi trường                                                                                                | Con người |
| Mục đích            | Hình thành nên quần thế gồm nhiều cá thể có thể thích nghi với điều kiện môi trường                                  | Chọn lọc ra những chủng, giống vật nuôi có lợi cho con người                                                                                  |
| Hình thức           | Những cá thể kém thích nghi sẽ bị đào thải trong khi cá thể thích nghi sinh sản tốt sẽ được sinh sản tạo thế hệ con. | Những cá thể không có lợi cho nhu cầu con người sẽ không được cho sinh sản (nhân dòng) trong khi cá thể có lợi cho nhu cầu sẽ được nhân dòng. |

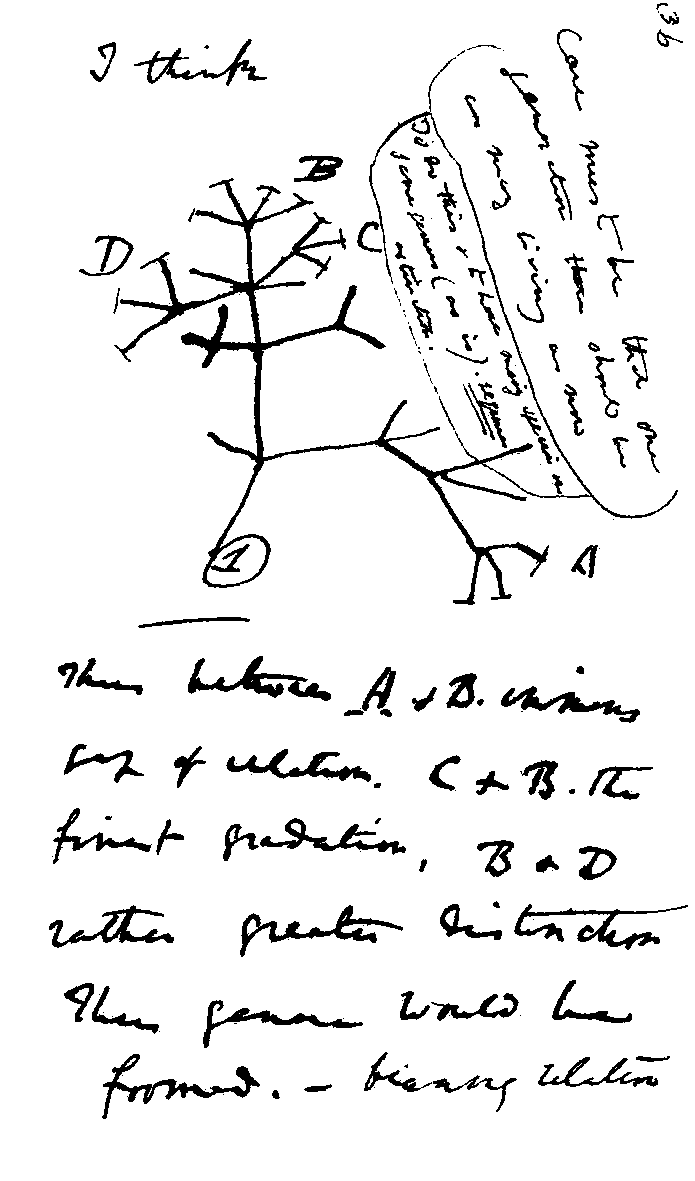
Bản thảo của Darwin về cây phát sinh chủng loại

Từ đó, ông cho rằng các loài trên Trái Đất đều được bắt nguồn từ tổ tiên chung, giống như các cành trên một cây bắt nguồn từ một gốc. Các nhánh con trên một cành của "cây tiên hóa" đều có chung một nhánh (loài tổ tiên chung gần nhất), nhiều nháng khác lại có chung nhánh lớn hơn (loài tổ tiên xa hơn).

### Khủng hoảng của học thuyết Darwin
Khoảng cuối thế kỉ XIX đến những năm 1920, học thuyết Darwin không giải thích được hợp lý và đầy đủ nhiều vấn đề mới nảy sinh trong tiến hoá luận đương thời, do bản thân ông - vì hạn chế của khoa học đương thời và cũng vì không biết đến công trình của Mendel - không nắm được cơ chế vật chất của di truyền (nay gọi là gen), nên ông cũng cho rằng sự kế thừa (di truyền) là pha trộn, sẽ bị suy yếu 50% qua mỗi thế hệ, đồng thời nêu lên giả thuyết pangen (pangenesis) là "lý thuyết mơ hồ" như Fleeming Jenkin đã nhận định vào năm 1868. Những hạn chế này của Darwin được Julian Huxley gọi là "the eclipse of Darwinism" (khủng hoảng của thuyết Đacuyn).

### Giả thuyết của Weismann (1892)

Mô tả "dòng mầm" của August Weismann.

August Weismann đã đưa ra ý tưởng "dòng mầm" trong cuốn sách của ông xuất bản năm 1892 bằng tiếng Đức: "Das Keimplasma: eine Theorie der Vererbung" (Dòng mầm: một lý thuyết kế thừa).
- Theo giả thuyết này, thì cơ thể sinh vật gồm hai loại tế bào: tế bào sinh dưỡng (nay gọi là tế bào xôma) và tế bào sinh dục. Các tế bào sinh dục (Keimzellen) có khả năng như là "mầm" để "mọc" ra các loại tế bào khác, đó chính là các tế bào thuộc nhóm mà bây giờ gọi là tế bào mầm (germ cell).
- Nhờ nhóm "Keimzellen" (tế bào mầm) này, mà vật chất di truyền của bố mẹ được chuyển cho đời con, còn tế bào sinh dưỡng (tế bào xôma) không đóng vai trò di truyền. Từ đó, tạo thành như một dòng chảy vật chất (plasm) truyền "mầm" (germ) ấy từ thế hệ này sang thế hệ khác (xem hình trên mô tả "dòng chảy" này).[25]. Lý luận này chống lại Darwin, góp phần tạo ra khủng hoảng của nó, dẫn đến nhu cầu cấp thiếp cần có lý thuyết mới, phù hợp hơn trong tiến hoá luận.[26]

### Sự ra đời thuyết tiến hóa tổng hợp

Tiến hóa tổng hợp như là "giao thoa khoa học".

Quá trình tích lũy các kiến thức về di truyền học (hình thành từ năm 1900), về gen mà Mendel giả định là "nhân tố di truyền", về đột biến, về cổ sinh vật học, v.v đã dẫn đến sự hình thành lý thuyết mới về tiến hóa của sinh giới, mà mở đầu là Julian S. Huxley với tác phẩm Evolution: The Modern Synthesis (Tiến hóa: tổng hợp hiện đại). Từ đó, nhiều nhà khoa học đã đóng góp các kết quả nghiên cứu của họ, dần xây dựng nên môn môn mới gọi là Modern Evolutionary Biology (sinh học tiến hóa hiện đại). Như vậy, đây là một học thuyết khoa học ra đời vào khoảng cuối những năm 1940, như là một "giao thoa" giữa nhiều ngành, nhiều môn khoa học khác nhau liên quan đến tiến hóa của sinh giới.

## Nội dung cốt lõi

### Di truyền quần thể
Một quần thể có vốn gene (gene pool) đặc trưng trong đó vốn gene là tập hợp tất cả các allele có sẵn trong quần thể ví dụ: gene ABO (quy định hệ thống nhóm máu ABO người) có ba allele IA, IB và i. Các đặc điểm của vốn gene thể hiện qua tần số allele và tần số kiểu gene của quần thể (trong đó những đặc điểm về tần số kiểu gen của quần thể được gọi là cấu trúc di truyền hoặc thành phần kiểu gene của quần thể).
- Tần số kiểu gene nào đó trong quần thể được tính bằng tỉ lệ giữa cá thể có kiểu gene đó trên tổng số cá thể có trong quần thể. Giả sử, ở cây đậu Hà Lan màu sắc hoa được quy định bởi một gene có hai allele: Awt quy định hoa đỏ (allele kiểu dại/ wildtype) trội hoàn toàn so với Amt quy định hoa trắng (allele đột biến). Ở một khu vườn có 5000 cây và số lượng cây có kiểu gene AwtAwt (đỏ) AwtAmt (đỏ) và AmtAmt (trắng) lần lượt là 2000, 2000 và 1000 thì tần số kiểu gene của AwtAwt (đỏ) AwtAmt (đỏ) và AmtAmt (trắng) lần lượt là 0.4, 0.4 và 0.2; tần số allele Awt và Amt lần lượt là 0.6 và 0.4.
- Tần số allele của một gen là tỉ lệ số lượng allele đó trên tổng số allele của các loại allele khác nhau của gen đó trong quần thể tại một thời điểm xác định với tổng tần số kiểu gene và tổng tần số allele của quần thể đều là 01. Như ví dụ trên, tổng tần số của các kiểu gene đều là 01 và tổng tần số của các allele đều là 1. Xét một quần thể bất kỳ, nếu toàn bộ các cá thể đều có cùng một kiểu gene đồng hợp (tức giống nhau về allele ở một locus xác định) hay nói cách khác tần số của một allele bất kỳ là 1 thì hiện tượng ấy được gọi là cố định allele (allele fixation). Như ví dụ trên, nếu toàn bộ 5000 cây đều có kiểu gene là AwtAwt (đỏ) AwtAwt (đỏ) hoặc AmtAmt (trắng) thì quần thể ấy đang cố định allele Awt hoặc cố định allele Amt.

#### Quần thể tự thụ phấn, giao phối gần
Ở quần thể tự thụ phấn, giao phối gần tần số kiểu gene dị hợp (Aa) giảm dần và tần số kiểu gene đồng hợp (AA, aa) tăng dần qua các thế hệ trong khi đó tần số allele của quần thể là không đổi. Chính vì sự tăng dần về tần số kiểu gene đồng hợp nên các allele có hại (đa phần là allele lặn) tăng khả năng được biểu hiện thành kiểu hình qua mỗi thế hệ, do đó giảm khả năng thích nghi sinh học của quần thể qua mỗi đời; đây chính là hiện tượng thoái hóa cận huyết (inbreeding depression). Ví dụ, các cặp vợ chồng kết hôn cận huyết (ở Việt Nam được xác định là có họ hàng chung trong vòng 3 đời) có nguy cơ cao sinh con ra bị các dị tật bẩm sinh như thiểu năng trí tuệ, thừa ngón, thalassemia, v.v. Cho nên, pháp luật Việt Nam ngăn cấm việc kết hôn cận huyết nhằm tránh hiện tượng suy thoái này.

#### Quần thể giao phối ngẫu nhiên và phương trình Hardy-Weinberg

Phương trình Hardy-Weinberg có thể được lý luận từ khung Punnett.

Quần thể sinh vật được gọi là quần thể ngẫu phối khi các cá thể trong quần thể lựa chọn bạn tình để giao phối một cách hoàn toàn ngẫu nhiên. Tuy nhiên, một quần thể nào đó có được xem là ngẫu phối hay không còn tùy thuộc vào tình trạng mà ta xem xét. Chẳng hạn, sự kết hôn có ảnh hưởng bởi màu da, giọng nói, hình dáng... do đó ở góc nhìn các tính trạng trên, quần thể không ngẫu phối. Tuy nhiên, tính trạng nhóm máu không ảnh hưởng đến hôn nhân nên ở góc độ nhóm máu, quần thể ngẫu phối. Xét một gene bất kỳ có n alen: a1, a2, a3,..., an có tần số allele lần lượt là p1, p2, p3...pn người ta nhận thấy quần thể đạt đến trạng thái cân bằng di truyền, tức:
- Tần số các allele trên không thay đổi qua các thế hệ.
- Tần số các kiểu gen trên không thay đổi theo thế hệ. Tần số kiểu gen được tính bằng công thức chung: {\displaystyle (p_{1}+p_{2}+p_{3}+...+p_{n})^{2}=1}, ta có thể khai triển biểu thức trên qua Nhị thức Newton. Để đơn giản hóa, ta xét một gen có hai allele A, a với tần số lần lượt là pA và qa. Lúc này, tần số kiểu gen của quần thể là{\displaystyle p_{A}^{2}AA+2p_{A}q_{a}Aa+q_{a}^{2}aa=1}. Đây là biểu thức của phương trình Hardy-Weinberg (Hardy-Weinberg equilibrium).

Điều kiện nghiệm đúng của phương trình Hardy-Weinberg như sau:
- Không xuất hiện đột biến trong quần thể hoặc nếu có thì tốc độ đột biến thuận (từ A thành a) bằng tốc độ đột biến nghịch (a thành A).
- Các cá thể có kiểu gen khác nhau có mức độ sinh trưởng và khả năng sinh sản như nhau.
- Không có cá thể từ quần thể khác đến và nhập cư vào quần thể cũng như không có cá thể xuất cư (quần thể cách ly với quần thể khác).
- Các cá thể của quần thể phải giao phối ngẫu nhiên với nhau.
- Kích thước quần thể (tức số lượng cá thể của quần thể) phải đủ lớn.

Tuy nhiên, trong thực tế không thể nào đạt được hoàn toàn 05 điều kiện trên. Do đó, quần thể có cấu trúc di truyền tuân theo phương trình Hardy-Weinberg chỉ là mô hình lý thuyết tuy nhiên, nó vẫn có giá trị trong nghiên cứu tiến hóa.

### Tiến hóa nhỏ và tiến hóa lớn
Theo học thuyết này, tiến hóa có thể chia thành hai quá trình là tiến hóa nhỏ (microevolution) và tiến hóa lớn (macroevolution).
- Tiến hóa nhỏ là quá trình làm biến đổi cấu trúc di truyền của quần thể. Quá trình này diễn ra trên quy mô quần thể và cấu trúc di truyền của quần thể biến đổi không ngừng dưới tác động của nhân tố tiến hóa (yếu tố làm biến đổi tần số allele và thành phần kiểu gene của quần thể). Nhờ vậy, cấu trúc di truyền quần thể được biến đổi qua nhiều thế hệ. Sự biến đổi ấy, đôi khi khiến quần thể mới có sự cách ly với quần thể ban đầu tức đã hình thành loài mới (speciation). Quá trình tiến hóa nhỏ xảy ra trong thời gian ngắn và hoàn toàn có thể thực hiện nghiên cứu bằng các thực nghiệm.
- Tiến hóa lớn là quá trình tiến hóa hình thành các nhóm phân loại trên loài như chi, họ, bộ, lớp, ngành, giới. Qua trình này diễn ra trên quy mô lớn và quá trình lịch sử lâu dài. Nghiên cứu tiến hóa lớn giúp làm sáng tỏ sự phát sinh và phát triển toàn bộ sinh giới trên toàn thế giới, giúp xây dựng được cây phát sinh chủng loại và làm sáng tỏ mối quan hệ họ hàng giữa các loài.

#### Tiến hóa nhỏ

##### Loài sinh học và cách ly sinh sản
Trước hết, hãy nhắc lại khái niệm loài sinh học (biological species) để hiểu rõ tầm quan trọng của cách ly sinh sản. Loài sinh học là một nhóm các quần thể mà trong đó các cá thể có khả năng giao phối với nhau trong tự nhiên và sinh ra thế hệ sau có khả năng sinh trưởng và sinh sản - mà không có giao phối với các cá thể của nhóm quần thể khác tạo ra đời sau có khả năng sinh trưởng và sinh sản. Như vậy trong khái niệm loài sinh học, khả năng sinh sản là yếu tố cốt lõi để nhận diện các cá thể nào chung loài hay các cá thể nào sẽ khác loài với nhau. Ví dụ, tuy khác nhau về màu da, giọng nói hay sống ở nơi cách xa nhau cả nửa vòng Trái Đất nhưng khi người Cuba gặp gỡ và kết hôn với người Việt thì cặp vợ chồng ấy có khả năng sinh ra con cái có thể trưởng thành, khôn lớn để tiếp tục sinh ra các thế hệ đời sau; do đó dù khác biệt về chủng tộc nhưng cả người Cuba lẫn người Việt đều có thể sinh sản hữu tính với nhau nên cả hai đều thuộc loài người tinh khôn (Homo sapiens); nhưng người Trung Quốc thì không thể chung sống với bất kỳ cá thể khỉ đột để sản sinh ra thế hệ sau nên người Trung Quốc và cá thể khỉ đột thuộc hai loài khác nhau và hiện tượng không thể tạo ra đời sau được gọi là cách ly sinh sản.
Cách ly sinh sản (Reproductive isolation) là bước đi cuối cùng của quá trình tiến hóa nhỏ ngay trong quá trình hình thành loài mới. Cách ly sinh sản là sự tồn tại của các trở ngại sinh học (biological barrier) ngăn cản cá thể của các loài với nhau không thể giao phối và tạo ra thế sau sau có khả năng tồn tại (viable) và sinh sản (fertility). Rào cản ấy ngăn cản dòng gene (gene flow) giữa các quần thể thuộc các loài khác nhau và ngăn chặn hình thành các con lai (hybrids).
Dựa vào thời điểm thụ tinh, cách ly sinh sản được phân thành cách ly trước hợp tử (prezygotic barrier) và cách ly sau hợp tử (postzygotic barrier). Cách ly trước hợp tử ngăn cản khả năng giao tử (gamete) của các cá thể thuộc các loài với nhau có khả năng thụ tinh để tạo ra đời sau. Tuy nhiên khi cơ chế này thất bại, cách ly sau hợp tử có nhiệm vụ ngăn cản hợp tử phát triển thành cá thể có khả năng sống sót, sinh sản tạo thành đời sau, thậm chí nếu có tạo thành đời sau thì cơ chế này sẽ ngăn cản khả năng dòng lai có thể sống sót và sinh sản qua nhiều thế hệ.
| Phân loại            | Hình thức                      | Phân tích | Ví dụ |
| -------------------- | ------------------------------ | --- | --- |
| Cách ly trước hợp tử | Cách ly nơi ở (habitat)        | Hai loài sinh sống ở hai môi trường khác (thậm chí có thể chung một vùng địa lý) khiến chúng không thể gặp gỡ và sinh sản với nhau                                          | Hai loài ruồi thuộc chi Rhagoletis sinh sống chung khu vực địa lý nhưng loài R. pomonella chỉ ăn uống và sinh sản trên quả táo gai hoặc táo trong khi loài R. mendax chỉ giao phối và đẻ trứng trên bề mặt quả việt quất.                                           |
|                      | Cách ly thời gian (temporal)   | Hai loài có thời điểm động dục khác nhau trong ngày, tháng, năm nên không thể kết hợp giao tử                                                                               | Ở Bắc Mỹ, tuy cùng phân bố địa lý của hai loài chồn hôi đốm là chồn hôi đốm phương tây (Spilogale gracilis) và chồn hôi đốm phương đông (Spilogale putoritus) nhưng mùa động dục của S. gracilis vào cuối mùa hạ trong khi loài S. putoritus lại vào cuối mùa đông. |
|                      | Cách ly tập tính (behavioural) | Hai loài có tập tính khoe mẽ (display) khác nhau nên chỉ có những cá thể cùng loại mới có khả năng hấp dẫn và chịu giao phối với nhau (lựa chọn bạn đời, mate recognition). | |